# 韓国空港
韓国空港株式会社（かんこくくうこう、朝: 한국공항、英: Korea Airport Service）は、空港の地上業務を主要業務とする大韓民国の企業である。韓進グループの構成企業であり、韓国で各空港の運営を行っている公企業である韓国空港公社（英: Korea Airports Corporation）との関連はない。
主業務である空港地上業務のほか、済州島では農産事業、ミネラルウォーター生産、観光事業を、蔚珍郡では鉱山事業を実施、2011年に開局した東亜日報系のテレビ局「チャンネルA」にも出資している。

## 事業

### 空港地上業務
韓国の各空港において、就航機に対し誘導、給油、手荷物の荷役、機内清掃、機内食提供といった業務を行っている。
- 仁川国際空港
- 原州空港 1997年2月より
- 蔚山空港 1985年9月より
- 金海国際空港
- 金浦国際空港
- 光州空港 1985年9月より
- 群山空港 1992年12月より
- 泗川空港 1985年7月より
- 済州国際空港
- 清州国際空港 1997年4月より
- 大邱国際空港 1985年9月より
- 浦項空港 1986年7月より
- 務安国際空港
- 麗水空港 1986年7月より

### 農産事業
済州島では農場や牧場の経営、ミネラルウォーターの採水を行っており、生産物は機内食用に利用されるほか、国内外に出荷されている。

### 鉱山事業
蔚珍郡に石灰石鉱山を保有しており、ポスコの製鉄事業用に使用されている。一方で鉱山による環境被害が問題となっており、反対住民との衝突でけが人が出る事態も起きている。

## 年表
- 1968年2月 設立。
- 1972年3月 済州島に済東牧場を開設。
- 1974年2月 蔚珍郡で平海鉱業所操業開始。
- 1999年4月 済州民俗村の運営を開始。
- 1999年5月 韓国航空と合併。